# Shawn Morelli
Shawn Morelli (* 29. März 1976 in Greenville, Pennsylvania) ist eine US-amerikanische Paracyclerin, die Rennen auf der Straße und der Bahn bestreitet. Bis einschließlich 2021 errang sie bei Sommer-Paralympics drei Goldmedaillen.

## Sportlicher Werdegang
Shawn Morelli absolvierte ein Studium an der Penn State University, trat der US Army bei und besuchte das Marion Military Institute. Sie wurde als Ingenieurin in Afghanistan eingesetzt. Dort wurde sie 2007 bei einer Bombenexplosion verletzt. Sie erlitt ein Gehirntrauma, behielt Schäden an der Wirbelsäule zurück und wurde auf dem linken Auge blind. Sechs Monate lag sie im Krankenhaus und benötigte nahezu zwei Jahre um wieder „so normal zu werden wie möglich“.
2009 kam Morelli durch den Besuch eines Fahrradgeschäfts in Berührung zum Radsport und startete 2010 in Colorado Springs bei den erstmals ausgetragenen Warrior Games. Ab 2014 nahm sie regelmäßig an Paracycling-Weltmeisterschaften in der Kategorie C4 auf Bahn und Straße teil. Bei den Paracycling-Bahnweltmeisterschaften 2016 stellte sie mit 3:55,006 Minuten in der Einerverfolgung einen neuen C4-Weltrekord auf. Bei den Sommer-Paralympics 2016 in Rio errang sie jeweils in Gold in der Einerverfolgung auf der Bahn sowie im Einzelzeitfahren auf der Straße; in der Einerverfolgung stellte sie in der Qualifikation mit 3:57,741 Minuten einen paralympischen Rekord auf. Bis einschließlich 2020 errang sie 16 Medaillen bei Weltmeisterschaften, zwölfmal wurde sie Weltmeisterin.
Für die Sommer-Paralympics 2020 qualifizierte sich Shawn Morelli für die Bahn- und Straßenrennen. In der Einerverfolgung auf der Bahn gewann sie Silber; im Einzelzeitfahren auf der Straße gewann sie auf dem Fuji Speedway, der ehemaligen Formel-1-Strecke von Oyama, die Goldmedaille.

## Erfolge

### Straße
2014
- Weltmeisterin – Straßenrennen
- Weltmeisterschaft – Einzelzeitfahren

2015
- Weltmeisterin – Straßenrennen, Einzelzeitfahren

2016
- Paralympics-Siegerin – Einzelzeitfahren

2017
- Weltmeisterin – Straßenrennen, Einzelzeitfahren

2018
- Weltmeisterin – Straßenrennen, Einzelzeitfahren

2019
- Weltmeisterin – Straßenrennen
- Weltmeisterschaft – Einzelzeitfahren

2021
- Sommer-Paralympics 2020 – Einzelzeitfahren

### Bahn
2015
- Weltmeisterschaft – Einerverfolgung

2016
- Paralympics-Siegerin – Einerverfolgung
- Weltmeisterin – Einerverfolgung

2017
- Weltmeisterin – Zeitfahren, Einerverfolgung

2018
- Weltmeisterin – Einerverfolgung

2020
- Weltmeisterschaft – Einerverfolgung

2021
- Sommer-Paralympics 2020 – Einerverfolgung